# Prestonia seemannii
Prestonia seemannii là một loài thực vật có hoa trong họ La bố ma. Loài này được Miers miêu tả khoa học đầu tiên năm 1878.